# Joruma neascripta
Joruma neascripta är en insektsart som beskrevs av Paul W. Oman 1937. Joruma neascripta ingår i släktet Joruma och familjen dvärgstritar. Inga underarter finns listade i Catalogue of Life.